# Bernd Ziegmann
Bernd Ziegmann ist ein ehemaliger deutscher Basketballspieler.

## Laufbahn
1976 rückte Ziegmann von der Jugend des 1. FC Bamberg in die Herrenmannschaft des Vereins auf und spielte fortan in der Basketball-Bundesliga. 1979 stieg er mit den Oberfranken aus der höchsten deutschen Spielklasse ab.
In der Saison 1981/82 erzielte Ziegmann 299 Punkte und war damit nach dem US-Amerikaner Kennith Sweet zweitbester Korbschütze der Mannschaft, der der Wiederaufstieg in die Bundesliga gelang. Auch im Spieljahr 1982/83, in dem der Klassenerhalt in der Bundesliga verpasst wurde, war er Leistungsträger der Bamberger und mit 227 Punkten im Saisonverlauf drittbester Werfer der Oberfranken.
Im Frühjahr 1984 schafften Ziegmann und die Bamberger den sofortigen Wiederaufstieg in Deutschlands höchste Liga. Er spielte bis 1986 für den 1. FC Bamberg.